# Галеви, Жозеф
Жозеф Галеви (фр. Joséph Halevy; 1827—1917) — французский ориенталист и профессор эфиопского языка в «École des Hautes études».

## Биография
Жозеф Галеви родился в 1827 году в Адрианополе в Османской империи. Работал учителем в еврейских школах вначале родного города, а затем Бухареста. В 1869 г. был командирован в Йемен с целью собирания химьяритских и сабейских надписей для «Corpus Inscriptionum Semiticarum», предпринятого Академией надписей. Поручение это Галеви исполнил с успехом, несмотря на неудобства и опасности. Он объехал Йемен в костюме тамошних евреев и списал множество надписей, из которых только 15 были раньше изданы.
Ему удалось открыть два неизвестных дотоле города Минеев. Отчет о его поездке помещен в «Journ. Asiatique» за 1872 г. и издан отдельно (Париж, 1872); сюда вошли и самые надписи, с переводом и примечаниями. Им сделаны Академии надписей замечательные сообщения о происхождении кипрского алфавита. Занявшись вопросом о происхождении халдейской культуры, он выступал с резким неприятием шумеро-аккадских истоков вавилоно-ассирийской цивилизации, ошибочно утверждая, что шумерские тексты — лишь особая тайнопись жрецов на том же семитском языке (ряд сообщений в Академии надписей в 1874 г.).
Был избран членом-корреспондентом Петербургской Академии наук (1907).

## Сочинения
Ещё написаны им: «Mélanges d’épigraphie et archéologie sémitiques» (Париж, 1874); «Études berbères» (1876); «Études Sabéennes» (1875); «Recherches critiques sur l’origine de la civilisation babylonienne» (1876); «Mélanges de critique et d’histoire relatifs aux peuples sémitiques» (1883) в много других.